# Immanuel Ferdinand Weihenmaier
Immanuel Ferdinand Weihenmaier (* 30. März 1783 in Steinenbronn; † 2. November 1836 in Künzelsau) war ein württembergischer Verwaltungsbeamter.

## Leben
Weihenmaier war ein Sohn des Pfarrers Johann Friedrich Weihenmaier (1748–1798) und dessen Frau Johanna Sophia Dorothea, geb. Engelhard. Er machte eine Ausbildung als Schreiber und amtierte von 1809 bis 1818 als Stadtschreiber in Waldsee. 1819 wurde er Oberamtmann des Oberamts Saulgau, 1822 Oberamtmann des Oberamts Ludwigsburg, 1832 Oberamtmann des Oberamts Künzelsau.
Am 21. Juli 1812 heiratete Weihenmaier in Ulm Christiane Dorothea Rueff (* 1793), eine Tochter des Obervogts Johann Michael Rueff in Wain.